# Josip Grafenauer
Josip Grafenauer (Jožef, Josef) (* 17. junij 1824 v Brdu; † 13. november 1889 prav tu) je bil narodno zavedni koroško slovenski in avstrijski izdelovalec orgel.  

## Življenje
Josip / Jožef / Josef Grafenauer je bil sprva pastir in cerkovniški pomočnik ter se je izučil mizarskega poklica in začel delati kot pomočnik samouka Jakoba Ladstätterja. Povzpel se je do umetelnega izdelovatelja orgel in narodno zavednega občinskega moža.
Na Koroškem je zgradil okoli 63 orgel.
Njegov sin Franc Grafenauer (rojen 2. decembra 1860, Moste pri Brdu (Šmohor - Preseško jezero)), umrl 13. decembra 1935 prav tu) je bil znameniti koroško-slovenski politični aktivist, politik, občinski svetnik na Brdu pri Šmohorju, deželni poslanec in poslanec avstrijskega Reichstaga (državnega parlamenta). Ko ga je oče Josip dal v domačo ljudsko šolo na Brdu je  učitelju Janezu Šumiju naročil, naj ga uči posebno tudi slovenščine.

## Seznam zdelanih orgel
| Leto | Kraj                            | Stavba                                           | slika     | Manuale | Register | Opombe                                                                                             |
| ---- | ------------------------------- | ------------------------------------------------ | --------- | ------- | -------- | -------------------------------------------------------------------------------------------------- |
| 1847 | Šmohor - Preseško jezero        | Župnijska cerkev Borlje                          |           | I/P     | 5        | [ 6 ]                                                                                              |
| 1849 | Cirkno (Kirchbach (Koroška))    | župnijska cerkev sv. Martina                     | zentriert | I/P     | 8        | [ 7 ]                                                                                              |
| 1852 | Kriva Vrba                      | Podružnična cerkev Čajnče                        | zentriert | I/P     | 8        | [ 8 ]                                                                                              |
| 1855 | Reisach, občina Kirchbach       | Župnijska cerkev Reisach                         |           | I/P     | 11       | |
| 1856 | Višprijska dolina (Gitschtal)   | Župnijska cerkev Šentlovrenc v Višprijski dolini | zentriert | I/P     |          | |
| 1860 | Šmohor - Preseško jezero        | Župnijska cerkev Šmohor                          | zentriert | II/P    | 14       | |
| 1860 | Lipa                            | Župnijska cerkev Lipa pri Vrbi                   | zentriert | I/P     | 8        | |
| 1861 | Štefan na Zilji                 | Župnijska cerkev Šentpavel na Zilji              | zentriert | I/P     | 6        | [ 9 ]                                                                                              |
| 1868 | Brdo                            | Župnijska cerkev sv. Mihaela                     | zentriert | II/P    | 14       | [ 10 ]                                                                                             |
| 1868 | Beljak                          | Cerkev Svetega križa Beljak                      | zentriert | II/P    | 17       | [ 11 ]                                                                                             |
| 1869 | Šentlovrenc v Višprijski dolini | Župnijska cerkev Šentlovrenc v Višprijski dolini | zentriert | I/P     | 9        | [ 12 ]                                                                                             |
| 1870 | Bajdek (Waidegg)                | Župnijska cerkev Bajdek                          | zentriert | I/P     | 6        | [ 13 ]                                                                                             |
| 1870 | Melviče                         | Župnijska cerkev Melviče                         |           | I/P     | 6        | [ 14 ]                                                                                             |
| 1872 | Plajberk-Rute (Bleiberg-Kreuth) | Župnijska cerkev v. Henrik (Plajberk-Rute)       | zentriert | I/P     | 9        | [ 15 ]                                                                                             |
| 1876 | Čače                            | Župnijska cerkev Čače                            | zentriert | I/P     | 9        | orgelska omara iz Podkloštra do leta 1960, v katero so bile kasneje nameščene Grafenauerjeve orgle |

## Spletne povezave
- Organ index: Josef Grafenauer

## sklici
1. 1 2 3 4  Record #103697023X // Gemeinsame Normdatei — 2012—2016.
2. ↑  Grafenauer, Ivan: Grafenauer, Franc (1860–1935). Slovenska biografija. Slovenska akademija znanosti in umetnosti, Znanstvenoraziskovalni center SAZU, 2013. http://www.slovenska-biografija.si/oseba/sbi212115/#slovenski-biografski-leksikon (7. april 2025). Izvirna objava v: Slovenski bijografski leksikon: 2. zv. Erberg - Hinterlechner. Izidor Cankar et al. Ljubljana, Zadružna gospodarska banka, 1926,
3. ↑  Oesterreichisches Musiklexikon (OeML)Predloga:OeML
4. ↑  https://organindex.de/index.php?title=Kategorie:Grafenauer,_Josef
5. ↑  Grafenauer, Ivan: Grafenauer, Franc (1860–1935). Slovenska biografija. Slovenska akademija znanosti in umetnosti, Znanstvenoraziskovalni center SAZU, 2013. http://www.slovenska-biografija.si/oseba/sbi212115/#slovenski-biografski-leksikon (7. april 2025). Izvirna objava v: Slovenski bijografski leksikon: 2. zv. Erberg - Hinterlechner. Izidor Cankar et al. Ljubljana, Zadružna gospodarska banka, 1926,
6. ↑  https://organindex.de/index.php?title=Hermagor-Pressegger_See/F%C3%B6rolach,_St._Jakob
7. ↑  https://organindex.de/index.php?title=Kirchbach_(Gailtal),_St._Martin
8. ↑  https://organindex.de/index.php?title=Krumpendorf_am_W%C3%B6rthersee/Tultschnig,_St._Johannes
9. ↑  https://organindex.de/index.php?title=St._Stefan_im_Gailtal/St._Paul_im_Gailtal,_St._Paul
10. ↑  https://organindex.de/index.php?title=Hermagor-Presseggersee/Egg,_St._Michael
11. ↑  https://organindex.de/index.php?title=Villach,_Heiligenkreuzkirche
12. ↑  https://organindex.de/index.php?title=Gitschtal/St._Lorenzen_im_Gitschtal,_St._Laurentius
13. ↑  https://organindex.de/index.php?title=Kirchbach/Waidegg,_St._Thomas
14. ↑  https://organindex.de/index.php?title=Hermagor/Mellweg,_St._Gertraud
15. ↑  https://organindex.de/index.php?title=Bad_Bleiberg/Bleiberg-Kreuth,_St._Heinrich
16. ↑  https://organindex.de/index.php?title=N%C3%B6tsch_im_Gailtal/Saak,_St._Kanzianus